# Petit Théâtre du Vieux Noranda
Le Petit Théâtre du Vieux-Noranda est une salle de spectacles multidisciplinaires située dans le quartier du Vieux-Noranda à Rouyn-Noranda en Abitibi-Témiscamingue, au Québec.
Incorporée en tant qu'organisme à but non lucratif en 1995, la troupe de théâtre Les Zybrides a acquis le bâtiment du Canadian Corps en 2001. Puis, en 2004, un ajout au nom légal de l’organisme permettra d’utiliser aussi le libellé "Petit Théâtre du Vieux Noranda",.

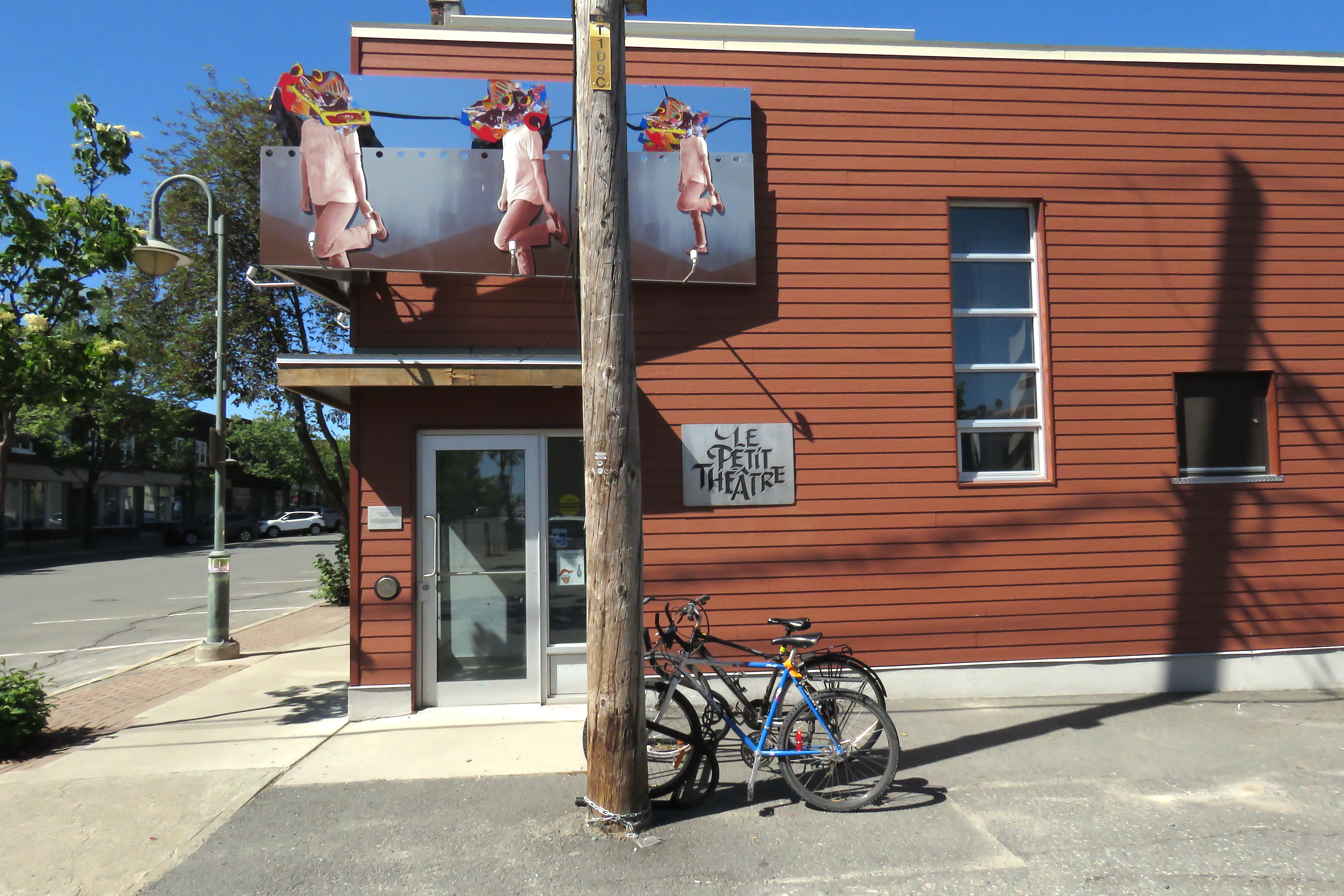
Petit Théâtre, entrée des artistes

## Historique
L’histoire de la troupe de théâtre des Zybrides, et du Petit Théâtre du Vieux-Noranda, date de plusieurs années. Dans les années 1970, un petit groupe de théâtre s'active pour développer cet aspect du domaine culturel régional.
En 1994, quittant le Cabaret de la Dernière Chance, la troupe de théâtre Les Zybrides loue la salle du Corps canadien, situé sur la 7e rue dans le quartier appelé le «Vieux-Noranda».
La Remembrance House ou aussi appelé le Corps canadien fut inaugurée en 1948 ayant pour but d'accueillir la 7e branche du Corps canadien. On y retrouvait un « Memorial Lobby », dédié aux soldats tués à la Guerre. La salle servait à plusieurs différentes activités sociales. On y retrouvait de multiples activités comme le jeu de quilles, les jeux de dards, de crible, des bingos, des mariages, etc. De 1962 à 1999, le programme des cadets de la marine « HMCS Rouanda », commandité par le Corps canadien Association l’utilisèrent pour leurs différentes activités dont des formations à la navigation aux systèmes de communications  .
Une autre troupe plus ancienne, le Théâtre de Coppe avait aussi, dans les années 1970 et 1980, utilisé cette même salle pour produire : notamment, la pièce Ricky et Léonne, quatre ans déjà y a été jouée en 1981. À partir de 1996, la troupe Les Zybrides commence à y louer un local de façon permanente. Les pièces Où sont passés les vrais dimanches ? et Le sang, l’amour et les clowns y seront présentées.
Les Zybrides acquièrent finalement le bâtiment en novembre 2001. Ce fut l'origine du projet de Petit Théâtre du Vieux-Noranda.
Avec la création du Petit Théâtre, l’activité des Zybrides, jusqu’alors tournée essentiellement vers le théâtre, se diversifie. En 2002, c’est l'association avec le premier Festival de musique émergente (FME)  et le début des shows hip-hop avec Disques 7ième Ciel. En 2003, c’est la naissance de la ligue d’improvisation puis en 2005 le début de la collaboration avec le Festival des Guitares du Monde,.
La troupe Les Zybrides y a créé et présenté principalement des œuvres collectives, des comédies musicales, du théâtre d’intervention, des ateliers, etc. Ils ont également mis sur pied les soirées d’improvisation et fondé la ligue SDI, qui est devenu la SIR-N,.
Plusieurs autres organisations ont utilisé régulièrement le Petit Théâtre pour leurs activités. Citons brièvement, Nez à Nez, les spectacles Métal Nothingness production, les Productions ça bûche, le Documenteur, le Festival du cinéma international en Abitibi-Témiscamingue, les troupes de théâtre  , le marché de Noël, TVC9, le festival Cinédanse, etc. ,,.
Un Fonds concernant la troupe de théâtre Les Zybrides a été créé à BAnQ Rouyn-Noranda en 2010.

## Restructuration et rénovations
En 2005 a eu lieu une grande restructuration de l’organisation. Passant d’un collectif d’artiste à un OBNL structuré avec un conseil d’administration formé de 7 personnes, régissant l’organisation.

## Créations
Les productions des Zybrides (2001-2022)
- 2002 : Le Souper du Roi, Habacuc roi d’un jour ou La Révolte, de Jeanne-Mance Delisle
- 2002 : Une job (reprise), création collective
- 2007 : Bascule, de Jocelyne Saucier
- 2009 : Bascule, sur la route de l’Ouest, de Jocelyne Saucier
- 2010 : Bascule, sur la route des Grunambules, de Jocelyne Saucier
- 2013 : Juliette et Victorin, de Lise Pichette
- 2014-2018 : Ma Noranda, de Alexandre Castonguay (acteur)
- 2018 : La ville est Delisle, de Sonia Cotten
- 2021 : Le coeur sacré de Jeanne-Mance, de Sonia Cotten et Simon Dumas[18],[19]
- 2022 : Bluff, de Mireille Camier[20],[21]
- 2024 : Noranda ville ouverte avec Résistance, Shutdown et Perdre Racine[22]

## Prix
- 2018, Prix Citoyen de la culture Andrée-Daigle, théâtre déambulatoire Ma Noranda – Le Petit Théâtre du Vieux-Noranda[23].
- 2014, Prix Coup de cœur de la Chambre de commerce et d’industrie de Rouyn-Noranda.
- 2015, Prix de l’organisme de la persévérance de la Ville de Rouyn-Noranda.
- 2019, Prix Organisme – Intégration des technologies de l’information, Prix d’excellence en arts et culture de l’Abitibi-Témiscamingue du Conseil de la culture de l’Abitibi-Témiscamingue
- 2019, Prix du public Hydro-Québec attribué au film Les chiens-loups, au Festival du cinéma international en Abitibi-Témiscamingue, production du Petit Théâtre du Vieux-Noranda.
- 2023, Prix RIDEAU, le prix communication et marketing - Le Petit Théâtre du Vieux-Noranda [24]
- 2024, Prix RIDEAU, la meilleure direction artistique - Le Petit Théâtre du Vieux-Noranda[25],[26],[27],[28]